# Puccinellia kobayashii
Puccinellia kobayashii är en gräsart som beskrevs av Jisaburo Ohwi. Puccinellia kobayashii ingår i släktet saltgrässläktet, och familjen gräs. Inga underarter finns listade i Catalogue of Life.